# G7-Gipfel in Toronto 1988
Der G7-Gipfel in Toronto 1988 war die 14. Konferenz der G7-Gruppe, die zwischen dem 19. und 21. Juni 1988 im Metro Toronto Convention Centre im kanadischen Toronto stattfand.
Teilnehmer des inoffiziellen Forums der sieben reichsten Industrienationen waren Gastgeber Kanada mit Premierminister Brian Mulroney, Frankreich vertreten durch François Mitterrand, Bundesrepublik Deutschland vertreten durch Helmut Kohl, Italien vertreten durch Ciriaco De Mita, Japan vertreten durch Noboru Takeshita, das Vereinigte Königreich vertreten durch Margaret Thatcher sowie die Vereinigten Staaten vertreten durch Ronald Reagan.
Der Gipfel sollte die Differenzen zwischen seinen Mitgliedern aufzeigen und eine gegenseitige Unterstützung für schwierige wirtschaftliche Entscheidungen bieten. Der Gipfel schlug gewisse Lockerungen der Rückzahlungsbedingungen für Entwicklungsländer vor, die sogenannten Toronto-Terms. Diese wurden auf dem Gipfel 1994 in Neapel weiterentwickelt.
Folgende Themen wurden in diesem Gipfel erörtert und festgehalten:
- Internationale wirtschaftliche Zusammenarbeit
- Multilaterales Wirtschaftssystem/Uruguay-Runde
- Neu industrialisierte Volkswirtschaften
- Entwicklungsländer und Schulden
- Umwelt
- Künftige Gipfeltreffen
- Sonstige Probleme
- Anhang zur Strukturreform

## Teilnehmer

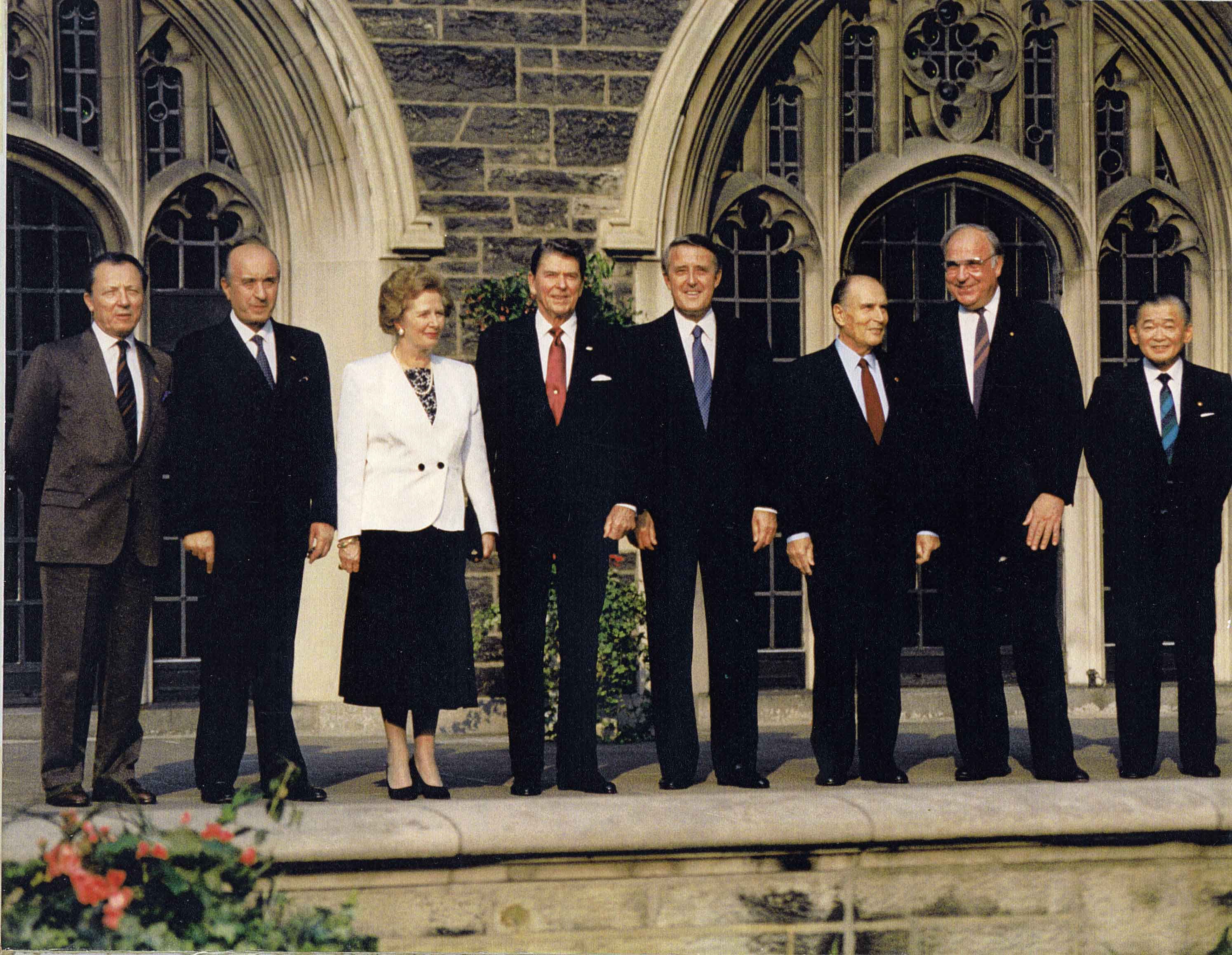
Gruppenbild der teilnehmenden Staats- und Regierungschefs vor der University of Toronto

| Bundesrepublik Deutschland     | Helmut Kohl         |
| Frankreich                     | François Mitterrand |
| Italien                        | Ciriaco De Mita     |
| Japan                          | Noboru Takeshita    |
| Kanada                         | Brian Mulroney      |
| Vereinigte Staaten von Amerika | Ronald Reagan       |
| Vereinigtes Königreich         | Margaret Thatcher   |
| Europäische Union              | Jacques Delors      |